# Международно летище Оукланд
Международно летище Сан Франциско Бей Оукланд с летищен код OAK (на английски: Oakland International Airport, OAK) се намира в град Оукланд, окръг Аламида, в района на залива на Сан Франциско, щата Калифорния, Съединените американски щати.
Отстои на 6 км (4 мили) на юг от центъра на град Оукланд.